# Cărțile sibiline
Cărțile sibiline (în latină Libri Sibyllini) au fost o colecție de oracole în hexametre grecești, care potrivit tradiției au fost achiziționate de la o sibilă de către ultimul rege al Romei, Tarquinius Superbus, și au fost consultate în crize de-a lungul istoriei ale Republicii și ale Imperiului Roman. Doar fragmentele au supraviețuit, restul fiind pierdute sau distruse în mod intenționat.
Cărțile sibiline nu trebuie confundate cu așa-numitele Oracole sibiline, douăsprezece cărți de profeții considerate a fi de origine iudaico-creștină.
Colecția care a supraviețuit până în zilele noastre conține aproximativ 4000 de versuri, cuprinzând 14 cântece care au fost scrise în secolul al II-lea î.Hr. - secolul al IV-lea.

## Legături externe
- Article in Smith's Dictionary of Greek and Roman Antiquities
- The Sybylline Oracles Index, translated from the Greek (1899)